# Rontti
Rontti är en ö i Finland. Den ligger i Bottenviken och i kommunen Ijo i den ekonomiska regionen  Oulunkaari i landskapet Norra Österbotten, i den norra delen av landet. Ön ligger omkring 40 kilometer norr om Uleåborg och omkring 580 kilometer norr om Helsingfors.
Öns area är 11,9 hektar och dess största längd är 0,8 kilometer i sydöst-nordvästlig riktning. Ön höjer sig omkring 0 meter över havsytan.